# A. Wilcocks
A. Wilcocks va ser un jugador de rugbi britànic que va competir a principis del segle xx. El 1908 va guanyar la medalla de plata en la competició de rugbi dels Jocs Olímpics de Londres.